# Laurent Nkunda
Laurent Nkunda Batware (Rutshuru, 2 febbraio 1967) è un generale della Repubblica Democratica del Congo.
È un ex generale dell'Esercito della Repubblica Democratica del Congo, e capo delle milizie per la liberazione del Kivu Nord, affiliati con le milizie Tutsi della vicina Ruanda.

## Biografia
Dopo aver studiato Psicologia, compie molti viaggi in Ruanda, dove si unisce al Fronte Patriottico Ruandese (RPF) e supporta la causa Tutsi nel Genocidio ruandese. 
Combatte nella Prima guerra del Congo, mentre nella seconda sta dalla parte delle forze allineate ai Tutsi del Burundi, dell'Uganda, e della Ruanda.
Diventato prima maggiore e poi colonnello, dal 2004 è generale dell'esercito della Repubblica Democratica del Congo.
Durante il Conflitto del Kivu, si distacca completamente dal governo nazionale ponendo le sue basi nel Kivu Nord, e stabilendo un'organizzazione politica chiamata Congresso nazionale per la difesa del popolo.
Il 27 ottobre 2008 scoppia un nuovo conflitto, nonostante l'imposizione di 17000 uomini dell'esercito delle Nazioni Unite. Nkunda porta i suoi uomini nei pressi della città di Goma, dichiarando di avere al suo seguito milizie Tutsi e aiuti della Ruanda. 
Sia i soldati governativi sia i ribelli bruciano e razziano villaggi indiscriminatamente, secondo fonti dell'ONU, che ha dichiarato l'esistenza di un'effettiva "crisi umanitaria di dimensioni catastrofiche".
Attualmente Nkunda è indagato dalla Corte penale internazionale per crimini di guerra, ed è stato accusato da Amnesty International di aver usufruito nei suoi attacchi anche di bambini soldato. Il 22 gennaio del 2009 è stato sconfitto e arrestato da un attacco congiunto delle forze armate ruandesi e congolesi aventi come obiettivo la sconfitta dei ribelli tutsi (del CNDP) dell'est della Repubblica Democratica del Congo. Attualmente proprio il governo congolese sta chiedendo l'estradizione al Ruanda.

## Credenze religiose
Nkunda afferma di essere un devoto cristiano pentecostale e così come la maggior parte delle sue truppe. Nel 2008 il documentario "Blood Coltan" circa i costi reali dei telefoni cellulari, Nkunda mostra con orgoglio la piastrina che egli indossa recitante "Rebels for Christ" (Ribelli per Cristo). Egli sostiene di essere un sacerdote Avventista del Settimo Giorno e che egli riceve aiuto e guida dai "Ribelli per Cristo" americani che visitano il Congo per diffondere il cristianesimo pentecostale. La Chiesa Avventista del Settimo Giorno nega ogni tipo di affiliazione di Nkunda, sia come membro di chiesa sia come pastore.